# Панкеева, Оксана Петровна
Оксана Петровна Панкеева (27 сентября 1967) — украинская писательница-фантаст, пишущая на русском языке. Живёт в городе Никополе Днепропетровской области (Украина). Вдова художника Дмитрия Лабзова (1966-2018). Имеет двух сыновей, Кирилла и Тимофея.
По образованию филолог, преподаватель английского языка. Два года проработала по специальности, после чего поменяла работу.
Работала в поликлинике металлургического завода.
Сейчас пишет романы в стиле фэнтези.

## Отзывы о творчестве
Обозреватель журнала «Мир фантастики и фэнтези» Борис Невский считает, что проза Оксаны Панкеевой близка к жанру «фант-лавбургера» и отмечает обилие сцен сексуального характера в её текстах.

## Книги
Единственным опубликованным произведением Панкеевой является роман-эпопея «Хроники странного королевства», состоящий из 13 книг. Издатель всех книг «Издательство Альфа-книга» («Армада»).
- 2004 — «Пересекая границы»[3].
- 2004 — «О пользе проклятий»[4].
- 2004 — «Поспорить с судьбой».
- 2004 — «Люди и призраки».
- 2005 — «Шёпот тёмного прошлого»[5].
- 2006 — «Рассмешить богов»[6].
- 2007 — «Путь, выбирающий нас»[7].
- 2008 — «Песня на двоих»[8].
- 2009 — «Поступь повелителя».
- 2010 — «Дороги и сны».
- 2011 — «Обратная сторона пути»[9].
- 2012 — «Распутья. Наследие Повелителя».
- 2013 — «Распутья. Добрые соседи».